# Daniel Mayr
Daniel Benjamin Mayr (Bonn, 28 de julio de 1995) es un jugador alemán de baloncesto. Mide 2,17 metros de altura y ocupa la posición de Pívot. Pertenece a la plantilla del Skyliners Frankfurt de la BBL alemana.

## Carrera
Sus primeros pasos en el baloncesto los hizo en el Dragons Rhöndorf. A la edad de once años ya medía 1,78 m, lo que le ayudaría a tener una carrera como jugador de baloncesto. Desde 2008 a 2014 Mayr jugó en el Science City Jena en varios equipos del club. Con el equipo de la 2. Basketball Bundesliga jugó un total 35 partidos, con un promedio de 5.4 puntos y 3.8 rebotes en 16 min por partido. Fue Joven del Mes de la ProA tres meses seguidos: noviembre de 2013, diciembre de 2013 y enero de 2014. En junio de 2014 fue invitado al Eurocamp de la NBA en Treviso.
El 17 de julio de 2014, firmó un contrato de cuatro años con el Bayern Múnich (baloncesto). Debutó en la Basketball Bundesliga el 25 de febrero de 2015 en la victoria en casa 92-51 contra TBB Trier. En 6 min anotó 3 puntos y puso un tapón.
Con las categorías inferiores de Alemania estuvo con la Sub-15 en el torneo Albert-Schweitzer, en el Europeo Sub-16 de 2011 en la República Checa y en el Europeo Sub-18 de 2012 en Lituania.